# Kurba Vela
Kurba Vela ist eine längliche unbewohnte Insel in Kroatien, die 1,74 km² groß ist.
Das Klima auf der Insel ist gemäßigt. Die Durchschnittstemperatur beträgt 16 °C. Der wärmste Monat ist der Juli mit 24 °C und der kälteste der Februar mit 8 °C. Die durchschnittliche Niederschlagsmenge beträgt 1444 Millimeter pro Jahr. Der niederschlagsreichste Monat ist der September mit 216 Millimetern Niederschlag, der trockenste der August mit 40 Millimetern.
Die höchste Erhebung auf der Insel, die 117 Meter über dem Meeresspiegel liegt, heißt Južna glava. In der Umgebung von Kurba Vela befinden sich viele kleinere Inseln. Die Entfernung zum Festland beträgt genau 14 Kilometer.